# Ignacio Bailone
Ignacio Daniel Bailone (Rosario, 20 gennaio 1994) è un calciatore argentino, attaccante del Deportivo Cuenca.

## Caratteristiche tecniche
È un centravanti.

## Carriera
Cresciuto nelle giovanili del Lanús, ha esordito in prima squadra il 15 ottobre 2013 in occasione del match di campionato perso 1-0 contro il Godoy Cruz.
Il 3 agosto 2016 è stato acquistato dall'Estudiantes (LP).

## Statistiche

### Presenze e reti nei club
Statistiche aggiornate al 28 luglio 2018.
| Stagione        | Squadra          | Campionato      | Campionato | Campionato | Coppe nazionali | Coppe nazionali | Coppe nazionali | Coppe continentali | Coppe continentali | Coppe continentali | Altre coppe | Altre coppe | Altre coppe | Totale | Totale | Totale |
| Stagione        | Squadra          | Comp            | Pres       | Reti       | Comp            | Pres            | Reti            | Comp               | Pres               | Reti               | Comp        | Pres        | Reti        | Pres   | Reti   |        |
| --------------- | ---------------- | --------------- | ---------- | ---------- | --------------- | --------------- | --------------- | ------------------ | ------------------ | ------------------ | ----------- | ----------- | ----------- | ------ | ------ | ------ |
| 2013-2014       | Lanús            | PD              | 1          | 0          | CA              | 0               | 0               |                    | -                  | -                  |             | -           | -           | 1      | 0      |        |
| 2014            | Lanús            | PD              | 0          | 0          |                 | -               | -               | CL+RS              | 0                  | 0                  |             | -           | -           | 0      | 0      |        |
| 2015            | Lanús            | PD              | 0          | 0          | CA              | 0               | 0               |                    | -                  | -                  |             | -           | -           | 0      | 0      |        |
| 2016-2017       | Estudiantes (LP) | PD              | 7          | 2          | CA              | 1               | 0               | CS                 | 1                  | 0                  |             | -           | -           | 9      | 2      |        |
| 2016-2017       | Quilmes          | PD              | 3          | 0          | CA              | 1               | 0               |                    | -                  | -                  |             | -           | -           | 4      | 0      |        |
| 2017-2018       | Instituto (C)    | BN              | 19         | 1          | CA              | 0               | 0               |                    | -                  | -                  |             | -           | -           | 19     | 1      |        |
| Totale carriera | Totale carriera  | Totale carriera | 30         | 3          |                 | 2               | 0               |                    | 1                  | 0                  |             | -           | -           | 33     | 3      |        |